# Empoasca blaba
Empoasca blaba är en insektsart som beskrevs av Langlitz 1964. Empoasca blaba ingår i släktet Empoasca och familjen dvärgstritar. Inga underarter finns listade i Catalogue of Life.